# バスケットボールカーボベルデ代表
バスケットボールカーボベルデ代表（Cape Verde national basketball team）は、カーボベルデバスケットボール連盟により国際大会に派遣されるバスケットボールのナショナルチームである。

## 歴史
1999年にアフリカ選手権初出場を果たしたが、9位に終わった。
2006年にはポルトガル語圏競技大会で銅メダルを獲得。8年ぶりに出場した翌年のアフリカ選手権でも3位となり、北京オリンピックバスケットボール競技世界最終予選に進出するなど、急成長を続けている。
2013年アフロバスケットは、グループステージを突破し決勝トーナメントへ進出。ラウンド16でコンゴに勝利したが、準々決勝でエジプト相手に敗れた。順位決定戦ではナイジェリアに勝利しカメルーン相手に敗れた。大会最終順位は6位。
2015年アフロバスケットは、グループステージを3戦全勝で突破する。しかしラウンド16でガボン相手に敗れた。
FIBAアフロバスケット2017は、予選で敗退し出場を逃した。
FIBAアフロバスケット2021は、グループステージを首位で通過する。準々決勝でウガンダに勝利したが、準決勝でチュニジア相手に敗れ3位決定戦に回ることとなった。3位決定戦でセネガル相手に敗れた。
2023年2月26日、2023年FIBAバスケットボール・ワールドカップアフリカ予選の最終戦コートジボワール戦を79-64のスコアで勝利し、史上初のワールドカップ出場を決めた。カーボヴェルデはFIBAワールドカップ史上最小の参加国となった。初出場となった2023年ワールドカップでは、1次ラウンドグループF（スロベニア・ジョージア・ベネズエラ）で1勝2敗の成績を残し、17-32位決定ラウンドに進出した。同ラウンドでは、グループO（日本・フィンランド・ベネズエラ）で1勝4敗を喫した。最終成績は28位で、惜しくもパリオリンピック・バスケット競技世界最終予選出場権を逃した。

## 主な国際大会成績
- アフリカ選手権の成績
  - 2007年 - 3位
- ワールドカップの成績
  - 2023年 - 28位

## 現在の代表選手
2025年アフロバスケットのロスター
- ウォルター・タバレス
- パトリック・リマ
- アニム・デルガド
- ウィル・タバレス
- ローズリー・サンチェス
- ケベン・ゴメス
- イヴァン・アルメイダ
- アンデルソン・コレイア
- ジョエル・アルメイダ
- ケネティ・メンデス
- アマリソン・ロペス
- ベッチーニョ・ゴメス

## 歴代代表選手
- ウォルター・タバレス
- イヴァン・アルメイダ
- アンデルソン・コレイラ
- ジョエル・アルメイダ
- ジェフ・シャビエル

## 歴代ヘッドコーチ
- エマヌエル・トロヴォアダ 2007
- エリク・シルヴァ 2008
- アレックス・ウォーラ 2009-2013[7]
- アントニオ・タヴァレス 2014
- ルイス・マガリャンイス 2015
- エマヌエル・トロヴォアダ 2016-2022,2024-
- ジョルジェ・リト 2023